# Fürstensteig
Fürstensteig är en alpin vandringsled i Liechtenstein. Den går på den nordvästra delen av Alpspitz.